# HMS Implacable (R86)
L'HMS Implacable, (Pennant number R86), terza nave da guerra della Royal Navy britannica a portare questo nome, è stata una portaerei della omonima classe in servizio negli ultimi due anni della seconda guerra mondiale. Impostata nei cantieri Fairfields il 21 febbraio 1939, venne varata il 10 dicembre 1942 ed entrò in servizio il 28 agosto 1944.

## Servizio
Al momento dell'ingresso in servizio l'unità venne assegnata alla Home Fleet con base a Scapa Flow. Nel mese di settembre venne impiegata in attacchi contro i convogli tedeschi lungo le coste norvegesi. In una di queste azioni gli aerei imbarcati affondarono tre mercantili e tre scorte leggere. Anche nel successivo mese di ottobre la Implacable venne impiegata in missioni simili, durante le quali vennero distrutte una nave riparazioni e vari dragamine e pattugliatori. Il 27 ottobre il sommergibile tedesco U 1060 venne attaccato in superficie dai Fairey Firefly imbarcati e costretto ad arenarsi sull'isola di Fleina. In seguito venne completamente distrutto da aerei della RAF. Nei mesi successivi venne impiegata con compiti simili, lanciando attacchi aerei anche contro installazioni di terra. Nel gennaio 1945 ne venne deciso il trasferimento nella British Pacific Fleet e l'ingresso in cantiere per le necessarie modifiche. A marzo, dopo aver imbarcato la componente aerea, salpò per Ceylon, giungendo successivamente a Sydney l'8 aprile. Il 10 giugno giunse presso la base avanzata della flotta sull'isola di Manus, divenendo ammiraglia delle forze britanniche. Dal 14 giugno lanciò una serie di attacchi aerei contro l'isola di Truk in condizioni meteo sfavorevoli. Le operazioni ebbero scarso successo anche a causa della scarsa esperienza dei piloti. Di ritorno a Manus il 17 seguente, venne assegnata alla Terza Flotta della US Navy, dopo la riorganizzazione della struttura di comando nel Pacifico. Il 6 luglio salpò quindi per prendere parte a missioni di bombardamento del territorio giapponese, soffrendo però poco dopo un guasto alle macchine che la costrinse a ridurre la velocità. Dopo le riparazioni, effettuate senza tornare a Sydney, l'unità tornò in servizio dal 16 luglio. Dal giorno successivo partecipò ad una serie di attacchi contro Tokyo e Yokohama insieme alla Formidable e alla Victorious. Le operazioni continuarono fino alla fine del mese, bersagliando anche Osaka, Susaka, i campi di aviazione di Miyakawa e basi navali della marina imperiale giapponese. Dopo una nuova serie di bombardamenti, il 12 agosto venne ritirata dalla zona di operazioni a causa della scarsità di carburante nella flotta britannica, tornando quindi a Manus e poi a Sydney. Solo due giorni dopo il Giappone annunciò la resa, ponendo quindi fine di fatto alla seconda guerra mondiale.
La Implacable sbarcò quindi gli aerei e la componente di volo dell'equipaggio per essere convertita in trasporto truppe. Rimpatriò quindi 2.127 prigionieri di guerra in Canada, giungendo ad Esquimalt l'11 ottobre seguente.
Nel gennaio 1946 visitò Melbourne insieme alla Indefatigable, tornando quindi in patria nel mese di giugno. Venne quindi trasferita in riserva e sottoposta a un ciclo di lavori prima di tornare in servizio come ammiraglia della Home Fleet nel 1949. L'anno successivo, a causa di problemi di organico venne ritirata dal servizio attivo insieme ad altre unità della flotta, venendo trasferita nella Squadra d'addestramento, dove rimase fino al 1954. Trasferita in riserva, venne in seguito messa in vendita per la demolizione, che iniziò ad Inverkeithing il 3 novembre 1955 nei cantieri Ward.